# Vulture Culture
Vulture Culture (с англ. — «Культура алчности», «Дикая культура») — восьмой студийный альбом английской арт-рок-группы «The Alan Parsons Project», изданный в 1984 году. Изначально был задуман в качестве второй части двойного альбома (первой частью должен был стать вышедший за год до этого Ammonia Avenue). После того как альбом был разделен «надвое», было решено придать второй части более современное звучание.
Альбом занял второе место в чартах Швейцарии и Нидерландов, четвёртое место в чарте Германии. Главный сингл с альбома — «Let’s Talk About Me» — попал в Top-40 в Германии. Это последний альбом The Alan Parsons Project, получивший «Золотой статус».

## Концепция альбома
Условно в качестве концепции альбома можно назвать алчность людей, их стремление к богатству (на обложке альбома изображен символ уробороса). 
Первая сторона альбома состоит исключительно из поп-композиций, на стороне «Б» присутствует разнообразие музыкальных стилей: от смягченного фанка в титульной композиции до откровенно танцевальной «Hawkeye». 
В отличие от предыдущих альбомов группы, Vulture Culture не несёт ярко выраженной концепции. Скорее всего, именно поэтому альбом заслужил наиболее низкую критическую оценку из всех изданных произведений группы.
Это единственный альбом The Alan Parsons Project, в создании которого не принимал участия Эндрю Пауэлл, поскольку оркестровых аранжировок на нём не предусматривалось.

## Список композиций
Все композиции написаны Аланом Парсонсом и Эриком Вулфсоном.
Сторона «А»
1. Let’s Talk About Me (4:29) (вокал — Дэвид Патон)
2. Separate Lives (4:59) (вокал — Эрик Вулфсон)
3. Days Are Numbers (The Traveller) (4:31) (вокал — Крис Рейнбоу)
4. Sooner Or Later (4:25) (вокал — Эрик Вулфсон)

Сторона «Б»
1. Vulture Culture (5:22) (вокал — Ленни Закатек)
2. Hawkeye (3:49) (Инструментальная композиция, включающая одну фразу «Только то что есть в меню», сказанную работницей кафетерия на студии Abbey Road)
3. Somebody Out There (4:55) (вокал — Колин Бланстоун)
4. The Same Old Sun (5:25) (вокал — Эрик Вулфсон)

2007 Bonus Tracks
1. No Answers Only Questions (final version) (итоговая версия;вокал — Эрик Вулфсон) (2:12)
2. Separate Lives (alternative mix) (4:18)
3. Hawkeye (demo) (3:18)
4. The Naked Vulture (10:43)
5. No Answers Only Questions (базовая версия;вокал — Эрик Вулфсон) (2:56)

## Участники записи
- Иэн Бэрнсон[англ.] — акустическая гитара, гитара, электрогитара
- Колин Бланстоун — вокал
- Ричард Коттл — синтезаторы, клавишные, саксофон
- Стюарт Эллиот — перкуссия, ударные
- Ли «Mr. Laser Beam» Абрамс — речитатив в композиции «Let’s Talk About Me».
- Алан Парсонс — клавишные, программирование, бэк-вокал
- Дэвид Патон[англ.] — бас-гитара, гитара, вокал
- Крис Рэйнбоу — вокал
- Эрик Вулфсон — пианино, клавишные, вокал
- Ленни Закатек — вокал

## Позиции в хит-парадах
Годовые чарты:
| Чарт (1985)           | Позиция |
| --------------------- | ------- |
| Канада (RPM Year-End) | 94      |